# Telekom Baskets Bonn
Telekom Baskets Bonn är en basketklubb från Bonn i Tyskland, grundad 1995

## Historia
Telekom Baskets Bonns rötter går tillbaka till två föreningar: Godesberger TV, grundad 1970, och SC Fortuna Bonn grundad 1973. Godesberger TV gick upp i andradivisionen, 2. Basketball-Bundesliga, 1986 och 1990 gick man upp i Basketball-Bundesliga. Godesberger TV åkte ur följande år och de ekonomiska problem man fick som en följd av detta ledde till att man fusionerade sig med SC Fortuna Bonn till BG Bonn 92. Det följande året bytte man namn till Post-SV Bonn och senare tog Deutsche Telekom över sponsringen. Deutsche Post och Deutsche Telekom splittrades och Deutsche Telekom fortsatte att vara sponsor till laget. 1995 skapades dagens Telekom Baskets Bonn med målet att gå upp i Bundesliga. 1996 blev man mästare i andradivisionen utan en enda förlust. 1997 blev man tyska vicemästare vilket man även blev 1999 och 2001. Därtill har man ett flertal gånger nått semifinal i det tyska basketmästerskapet.
Deutsche Telekoms omfattande sponsring visar sig i klubbfärgerna vit, magenta och svart samt det helmagentafärgerade matchstället som går i Deutsche Telekoms välkända profilfärg. 

## Spelare
2006-2007
- 4 - Jason Gardner G
- 5 - Jeffrey Schiffner G/F
- 7 - John Stark G
- 8 - Tyray Pearson F
- 9 - John Bowler C
- 10 - Jason Conley G/F
- 11 - Artur Kolodziejski G/F
- 12 - Martynas Mazeika G
- 13 - Patrick Flomo C/F
- 15 - Bernd Kruel C